# Матигі
Матигі (пол. Matygi) — село в Польщі, у гміні Пулави Пулавського повіту Люблінського воєводства.
Населення — 101 особа (2011).

## Демографія
Демографічна структура станом на 31 березня 2011 року:
|          | Загалом | Допрацездатний вік | Працездатний вік | Постпрацездатний вік |
| -------- | ------- | ------------------ | ---------------- | -------------------- |
| Чоловіки | 46      | 8                  | 29               | 9                    |
| Жінки    | 55      | 8                  | 26               | 21                   |
| Разом    | 101     | 16                 | 55               | 30                   |